# Foobar2000
foobar2000 ist ein Freeware-Audioplayer für Windows, Android, iOS, Windows Phone und Windows 10 Mobile. Entwickler ist Peter Pawlowski, ein früherer freiberuflicher Mitarbeiter von Nullsoft.

## Entwicklung
Das Programm wird seit der ersten Version aus dem Jahr 2002 in unregelmäßigen Abständen weiterentwickelt. Zur Namensherkunft siehe unter Fubar.
Während die Quelltexte des Programmkerns nicht frei verfügbar sind, bietet der Autor ein umfangreiches Entwicklungspaket, das den Quelltext der meisten Komponenten enthält, unter der freizügigen Open-Source-Lizenz BSD an.

## Funktionsumfang
In der Standardinstallation besitzt der Player eine einfache Benutzeroberfläche mit vielen Anpassungsmöglichkeiten und Funktionen, u. a. zur Metadaten-Anzeige und -Bearbeitung, einer Unterstützung für eine hochwertige Audioausgabe (z. B. 24-Bit-, 96-kHz-Ausgabe; Dithering; Rauschformung), sowie einer Reihe von Plugins für verschiedene Aufgaben. Integriert sind auch einfache Visualisierungen z. B. für Waveform, Pitch oder eine Frequenzbereichanalyse.
Einige Funktionen sind:
- Anzeige von Musikstücken in der Wiedergabeliste, in der Datenbank und an verschiedenen anderen Orten kann durch eine relativ komplexe Skriptsprache angepasst werden
- Parallele Anzeige mehrerer Wiedergabelisten in Tabs
- Voll anpassbare Tastenkürzel
- Veränderbare und anpassbare Kontextmenüs (ab Version 1.0.0 nur noch eingeschränkt)
- Anpassbare Standardbenutzeroberfläche (ab Version 0.9.5)
- Flexible Plugin-Programmierschnittstelle, die Entwicklern ermöglicht, beinahe jede Funktion zu verändern oder hinzuzufügen (Benutzeroberfläche/Skins, Decodierung, Ausgabe, Visualisierung, DSP etc.)
- Replay-Gain-Unterstützung
- freedb-Unterstützung (ab Version 0.9.4)
- Editieren von Metadaten (z. B. ID3-Tags), auch Konvertieren und Auslesen aus Dateinamen
- Hinzufügen oder Entfernen eingebetteter Bilder in Audiodateien. Mögliche Formate sind MP3, MP4, FLAC, WMA, WavPack, Musepack, Vorbis und APE (ab Version 1.1.7).
- Fehlererkennung- und Korrektur beim Auslesen von Audio-CDs, ähnlich wie EAC
- Konvertierung (von jeder Quelle, die foobar2000 lesen kann, in verschiedene Formate umwandeln)
- Integration von Cuesheets, welche die Liedgrenzen großer Audiodateien enthalten
- Unterbrechungsfreie Wiedergabe von MP3-Dateien mit LAME-Tag; bei MP3-Dateien ohne ein solches Tag kann dieses nachträglich mit foobar2000 erstellt werden, sofern Encoder-Delay und die samplegenaue Länge des Originals bekannt ist.
- Lesen und Abspielen von Audiodateien aus ZIP- oder RAR-Archiven
- Unterstützung von Audio-Streaming
- Volle Unicode-Unterstützung

### Unterstützte Audioformate
Verlustfreie bzw. unkomprimierte Formate:
Apple Lossless, AIFF, AU, Audio-CD, FLAC/Ogg FLAC, SND, WAV, WavPack
Verlustbehaftete Formate:
AAC, MP1, MP2, MP3, MP4, MPC, Ogg Vorbis, Speex, WMA, Opus

### Erweiterungen
Der Funktionsumfang von foobar2000 kann durch Plug-ins erweitert werden. Zum Beispiel lässt sich foobar2000 über ein Plug-in per Android oder iOS fernsteuern. Ein anderes Plug-in ermöglicht den Betrieb eines DLNA-fähigen Medienservers.